# Крішень (Клуж)
Крішень, Крішені (рум. Crișeni) — село у повіті Клуж в Румунії. Входить до складу комуни Мочу.
Село розташоване на відстані 302 км на північний захід від Бухареста, 34 км на схід від Клуж-Напоки.

## Населення
За даними перепису населення 2002 року у селі проживали 298 осіб.
Національний склад населення села:
| Національність | Кількість осіб | Відсоток |
| -------------- | -------------- | -------- |
| румуни         | 264            | 88,6%    |
| цигани         | 22             | 7,4%     |
| угорці         | 12             | 4,0%     |

Рідною мовою назвали:
| Мова      | Кількість осіб | Відсоток |
| --------- | -------------- | -------- |
| румунська | 265            | 88,9%    |
| циганська | 22             | 7,4%     |
| угорська  | 11             | 3,7%     |